# Смирнов, Валентин Сергеевич (рабочий)
Валентин Сергеевич Смирнов — советский хозяйственный и государственный деятель, лауреат Государственной премии СССР за выдающиеся достижения в труде.

## Биография
Родился в 1930 году. Член КПСС.
В 1946—1991 годах — токарь Московского завода автотракторного электрооборудования.
За выдающиеся достижения в машиностроительном производстве на основе повышения эффективности использования производственных мощностей был в составе коллектива удостоен Государственной премии СССР за выдающиеся достижения в труде 1979 года.
Делегат XXVI съезда КПСС.
Жил в Москве на Знаменской улице.

## Награды
- Орден Знак Почёта
- Орден Трудовой Славы III степени